# Boogie Woogie Bugle Boy
Boogie Woogie Bugle Boy ist ein Lied aus dem Jahr 1941, das in der Originalversion von den  Andrews Sisters aufgenommen und während des Zweiten Weltkrieges sehr bekannt wurde. Das Lied wurde 2001 bei der Wahl der Songs of the Century, die von der RIAA veranstaltet wurde, auf den 6. Platz gewählt.

## Hintergrund
Das Lied wurde von Don Raye und Hughie Prince geschrieben und komponiert, es basiert auf deren früherem Hit Beat me Daddy, Eight to the bar. Am 2. Januar 1941 wurde die Originalversion von den Andrews Sisters in den Hollywood-Studios der Firma Decca aufgenommen, knapp ein Jahr bevor die Vereinigten Staaten in den Zweiten Weltkrieg eintraten. Erstmals vorgestellt wurde der Titel in dem "Abbott und Costello"-Film Buck Privates; Boogie Woogie Bugle Boy wurde daraufhin für einen Oscar in der Kategorie Bester Song nominiert.

## Inhalt
Boogie Woogie Bugle Boy handelt von einem begabten jungen Trompeter aus Chicago, der allgemein bewundert wird. Als er von der Armee eingezogen wird, um die Kriegsmärsche zu begleiten, ist er zunächst unglücklich, da sein Talent nicht zum Tragen kommt. Als ihm jedoch eine Band zur Seite gestellt wird, ist er zufrieden und bringt die ganze Kompanie zum Tanzen und lenkt sie somit vom Kriegstreiben ab.

## Cover-Versionen, Parodien und Hommagen
- Bette Midler coverte das Lied 1973 und erzielte einen Hit: Der Titel erreichte Platz 8 in den US-amerikanischen Billboard-Charts und blieb zwei Wochen in den Top 10.
- 1976 wurde Earl Wilson von MCA Music aus urheberrechtlichen Gründen verklagt, da er in Phil Oestermans Musical Let My People Go eine sexuell anzügliche Parodie auf das Lied verwendete.[1]
- Die Gruppe En Vogue nahm den Titel 1990 für ihr Debüt-Album Born to Sing auf.
- Boogie Woogie Bugle Boy war 2006 die Debüt-Single des Trios The Puppini Sisters.
- Christina Aguileras Hit aus dem Jahr 2007 Candyman ist stark an das Lied angelehnt. Dies wird auch im Videoclip deutlich, in welchem Aguilera alle drei Andrews Sisters darstellt.
- In der Serie Outlander, in der es um eine Zeitreise einer Frau vom Ende des Zweiten Weltkrieges in das Jahr 1743 geht, tritt diese mit einer "schottischen Version" des Liedes auf und hat damit großen Erfolg (Staffel 1, Episode 14).
- Der Diskograf Tom Lord listet im Bereich des Jazz insgesamt 25 (Stand 2015) Coverversionen des Popsongs, ab 1941 u. a. von Gene Krupa and His Orchestra, Woody Herman and His Orchestra, The Squadronaires, Eddie Brunner, Sugar Chile Robinson, Juliusz Skowronski und Joe Webster.[2]
- 2017 veröffentlichte die US-amerikanische A-Cappella-Band Pentatonix ein Cover des Songs. Zuvor hatten sie einen kurzen Teil des Titels bereits in ihrem Medley Evolution of Music verwendet.